# 大森靖子
大森靖子（1987年9月18日—），日本女性創作歌手，出生於愛媛縣松山市，畢業於武藏野美術大學，隸屬於avex trax。2014年3月14日正式出道。自稱為「超歌手」並被譽為「激情派」歌手。風格是自彈自唱。

## 個人略歷
- 19歲時，完成第一首吉他自彈自唱作品「鲔渔船のうた」

- 19歲時在高圓寺的LIVE HOUSE「無力無善寺」為了給朋友原小百合的樂團湊人數擔任吉他手表演。[1]在那時候就已經表演幾首已經完成的歌曲。接下來每個月都在同樣的LIVE HOUSE表演。在這時候認識了加地等、豐田道倫等知己。

- 2011年開始以自己的音樂為中心組成四人樂團「大森靖子&粉紅色手槍」在不少地方進行表演活動。2012年開始，表演回數開始激增。音樂上的支持者很多，在2013年5月13日的專場表演渋谷CLUB QUATTRO座無虛席。在那之後的深夜於新宿Motion舉辦活動「After Party」並表演。[2]

### 2013年
- 2月，開設大森靖子官方網站。[3]

- 3月，因應發售第一張專輯《魔法が使えないなら死にたい》開始巡迴演出。

- 6月，參加「TOKYO IDOL FESTIVAL 2013」[4]

- 12月11日，發表第二張專輯《絶対少女》。

### 2014年
- 3月，與Drink me合作限量100件「絕對少女T-shirt」，於絶対少女巡迴最終日發售。[5]

- 3月14日，在專場表演「絶対少女ツアーファイナル『最終公演』」發表正式出道。

- 6月，開設Youtube頻道與官方工作人員推特和官方臉書。[6]

- 7月公告結婚，一直沒有公開先生的資訊。直到2020年1月25日播放的《有吉反省會》上，參加節目的皮埃爾•中野公開表示自己跟大森結婚。[7]

- 7月21日，參加「夏の魔物 - AOMORI ROCK FESTIVAL」並於23日公開現場表演影片。[8]

- 7月24日，發表正式出道後的第一首歌「きゅるきゅる」與搞笑藝人組合「日本エレキテル連合」發表舞蹈教學。[9]

- 12月，販售寫真集「變態少女」[10]

- 12月3日，發售第一張專輯《洗脳》

### 2015年
- 1月，負責電影「ワンダフルワールドエンド」的音樂，並與橋本愛、蒼波純等人參與電影演出。[11]

- 2月，「大森靖子&粉紅色手槍」發表解散。

- 3月，以「大森靖子&粉紅色手槍」名義發售專輯「手槍」[12]

- 6月，與根本宗子開始舞台劇「夏果て幸せの果て」[13]

- 6月發表第二張單曲其中的「さっちゃんのセクシーカレー」為食戟之靈的片尾曲。[14]官方公告關於7月17日播放的「さっちゃんのセクシーカレー」是跟CD完全不一樣的版本，為工作人員疏忽。7月24日開始播放的版本是跟CD一樣的。[15]

- 10月10日，大森的兒子出生。[16]
- 11月，大森的LINE貼圖開始販售。

### 2016年
- 1月30日，與詩人作家最果タヒ發售單行本《かけがえのないマグマ 大森靖子激白》[17]

- 2月，登上NHK「MUSIC JAPAN」

- 2月19日至21日，為新單曲《愛してる.com/劇的Joy！ビフォーアフター》舉辦小型演唱會表演與握手會。

- 3月23日，發售第二張專輯《TOKYO BLACK HOLE》

- 8月24日，發售連續三個月發新單曲第一彈《ピンクメトセラ/勹″ッと＜るSUMMER》[18]

- 原本將於9月發售的第二彈新單曲《POSITIVE STRESS》延期至10月26日發行。[19][20]

- 11月26日，發售第三彈新單曲《オリオン座/YABATAN伝説》。[21]

### 2017年
- 3月15日，發售第三張專輯《kitixxxgaia》。

- 5月，舉辦粉絲會限定巴士巡迴旅程。[22]

- 6月，開始「kitixxxgaia」全國巡迴演唱會。

- 8月30日，發售新單曲《draw (A) drow》[23]

- 9月27日，發售第四張專輯《MUTEKI》

### 2018年
- 4月，舉辦粉絲會限定兩天一夜巴士巡迴旅程。[24]

- 6月，發售單行本「超歌手」[25]

- 7月11日，發售第四張專輯《クソカワPARTY》

- 9月，大森作為審查員組成偶像團體ZOC。包含培訓創作等等，自己也作為成員(共犯者)參與團體。[26]

### 2019年
- 3月，參加厚生労働省所舉辦的「依存症の理解を深めるための普及啓発事業」活動。[27]

- 3月7日至4月8日，與JOYSOUND直營店合作。[28]
- 3月13日，發售新單曲《絶対彼女 feat. 道重さゆみ》

- 4月，為動畫黑色四葉草寫下片頭曲「JUSTadICE」

- 6月12日，發售新單曲《Re: Re: Love 　大森靖子feat.峯田和伸》

### 2020年
- 2月12日，推出新專輯《大森靖子》

- 3月14日，因為COVID-19疫情的關係，取消在上海的表演。[29]

- 11月，以聲音參與ほろよい廣告。[30]

- 12月，公開與根本宗子一起合作舞台劇《もっとも大いなる愛へ》的主題曲「stolen worID」

- 12月9日，發售新專輯《Kintsugi》

### 2021年
- 7月，公布製作《來世要好好地做2》主題曲，將於8月5日發行。[31]

- 7月7日，發售翻唱自己寫給其他歌手的專輯《PERSONA ＃1》

## 人物
- 兩歲時開始學鋼琴。
- 個人表示從小就是什麼都做得很好的孩子。
- 喜歡的藝人是SPEED、早安少女組。、濱崎步、椎名林檎等等，只要說到自己的作品底子就會提起這些藝人。
- 升上中學甚至高中以後被周圍的人當作怪人。高中畢業到東京就讀武藏野美術大學藝術文化學科，[32]還是沒辦法融入班上。
- 喜歡早安家族等偶像，尤其是道重沙由美。2013年5月、2014年2月在秋葉原的早安專賣店舉行過自彈自唱翻唱表演。[33]
- 喜歡畫畫。雖然在2012年秋天舉辦個展，但只要開始畫就會太過於深入而被說過很危險，所以在訪談的時候說最近不怎麼畫。[34]
- 是埼玉西武獅的粉絲。
- 討厭除了「好像○○○」以外不會評論音樂的人。在第一張專輯《魔法が使えないなら死にたい》的封面致敬了椎名林檎的第二張專輯《勝訴的新宿舞孃》。自己也是椎名林檎的粉絲，所以覺得馬上複製她的框架套到新人歌手身上是唱片公司的錯，因此很多新人歌手就這樣被打垮了。大森認為這種思考方式會讓音樂業界衰退。[35]
- 高中的時候為了買CD跟看演唱會去家庭餐廳廚房打工，大學則是開始音樂活動以後開始在便利商店上大夜班。
- 有一隻叫做「奈奈」（ナナちゃん）的小熊布偶。演唱會時會做為吉祥物出現在舞台上，甚至有奈奈的布偶裝，讓奈奈跟大森與粉絲一起同樂。
- 有個人的推特帳號，還有一個專門講關於一家三口(通常是兒子)的帳號。

## 作品

### 單曲
| 單曲標題                                  | 發售日期       |
| ----------------------------------------- | -------------- |
| PINK                                      | 2012年4月15日  |
| きゅるきゅる                              | 2014年9月18日  |
| マジックミラー/さっちゃんのセクシーカレー | 2015年7月15日  |
| 愛してる.com/劇的Joy！ビフォーアフター    | 2016年2月17日  |
| ピンクメトセラ/勹″ッと＜るSUMMER          | 2016年8月24日  |
| POSITIVE STRESS                           | 2016年10月26日 |
| オリオン座/YABATAN伝説                    | 2016年12月14日 |
| draw (A) drow                             | 2017年8月30日  |
| 絶対彼女 feat. 道重さゆみ                 | 2019年3月13日  |
| Re: Re: Love 大森靖子feat.峯田和伸        | 2019年6月12日  |

### 專輯
| 專輯標題                   | 發售日期       |
| -------------------------- | -------------- |
| 魔法が使えないなら死にたい | 2013年3月20日  |
| 絶対少女                   | 2013年12月11日 |
| 洗脳                       | 2014年12月3日  |
| TOKYO BLACK HOLE           | 2016年3月23日  |
| kitixxxgaia                | 2017年3月15日  |
| MUTEKI                     | 2017年9月27日  |
| クソカワPARTY              | 2018年7月11日  |
| 大森靖子 (專輯)            | 2020年2月12日  |
| Kintsugi                   | 2020年12月9日  |
| PERSONA ＃1                | 2021年7月7日   |

### 提供歌曲
- ナンバタタン『ガールズ・レテル・トーク』（2014年2月5日）※作詞
- Up Up Girls (Kakko Kari)「（仮）は返すぜ☆be your soul」[36]（2014年4月9日）※作詞，「!!!!!!!!」（2016年10月11日）※作詞・作曲
- 寺嶋由芙「ふへへへへへへへ大作戦」（2015年5月20日）※作詞[37]
- 夏の魔物「どきめきライブ・ラリ」（2015年8月21日）※作曲
- 椎名光「+°*。:°+(*´∀`*)+°:。*+ぴかりんFUTURE+°*。:°+(*´∀`*)+°:。*+」（2015年8月26日）※作詞・作曲[38]
- 宍戶卡芙卡「朝までsuger me」（2016年4月）※作詞、和音[39]
- 吉川友「花」（2015年5月）※作詞，「歯をくいしばれっっ！」（2016年6月）※作詞、作曲，「さよなら、スタンダード」（2017年5月）※作詞・作曲
- ℃-ute「夢幻クライマックス」（2016年11月）※作詞・作曲，[40]之後在大森自己的專輯《kitixxxgaia》中有かもめ編翻唱版本。
- 道重沙由美「true love true real love（とぅるらとぅるりら）」（2017年3月）[41]、「ありえない遊園地」「EIGAをみてよ」（2018年4月13日）[42]、「SHIBUYAのファビュラス」「シン・ジュク」（2018年12月5日）[43]、「KILAi STAR LIGHT」（2019年7月24日）※作詞・作曲、「バラバラWONDER」（2018年12月5日）、「OK! 生きまくっちゃえ」・「白い羽根」（2019年7月24日）[44]、「Sayutopia」（2019年11月3日）・「瞬間Watcher」・「オレンジブルー」・「DESTINY ～タピオカモード～」・「DESTINY ～チヨコレイトモード～」・「乙女スランプ」（2021年7月1日）※作詞、「AGE1-ROOM」、「WHO IS BABY」、「た・り・な・い❤LOVELY」（2021年7月1日）作詞、作曲[45]
- The Idol Formerly Known As LADYBABY「LADYBABY BLUE」（2017年4月12日）※作詞・作曲[46]
- 安倍夏美 feat. 譜久村聖・小田櫻（早安少女組。20周年）「ENDLESS HOME」（2018年2月）※作詞・作曲[47]
- 上田龍也「俺メロディ」（2018年4月18日）※作詞（與根本宗子連名）・作曲
- 雨ノ森 川海「GIRL ZONE」（2019年8月7日）※作詞・作曲、「そこらのやつとは同じにされたくない」（2019年11月27日）※作曲
- 矢口真里「白いHeLLO gOOdbye」（2019年2月13日）※ 作詞・作曲
- P丸様。「登録者いらん愛くれ」（2021年3月17日）※作詞・作曲

### 影像作品
- 「つまらん夜はもうやめた」（2013年8月29日）
- 「ワンダフルワールドエンド」（2015年3月4日DVD发行）

### 寫真集
- 變態少女(2014年12月26日)

### 書籍
- かけがえのないマグマ 大森靖子激白(2016年1月30日，與最果タヒ一起)
- 超歌手(2018年6月7日)

## 外部連結
- 大森靖子推特 （页面存档备份，存于）
- 大森靖子粉絲會 （页面存档备份，存于）
- 大森靖子官方Youtube頻道 （页面存档备份，存于）
- 大森靖子官方臉書粉絲團 （页面存档备份，存于）
- 大森靖子個人Instagram （页面存档备份，存于）